# 타이맥

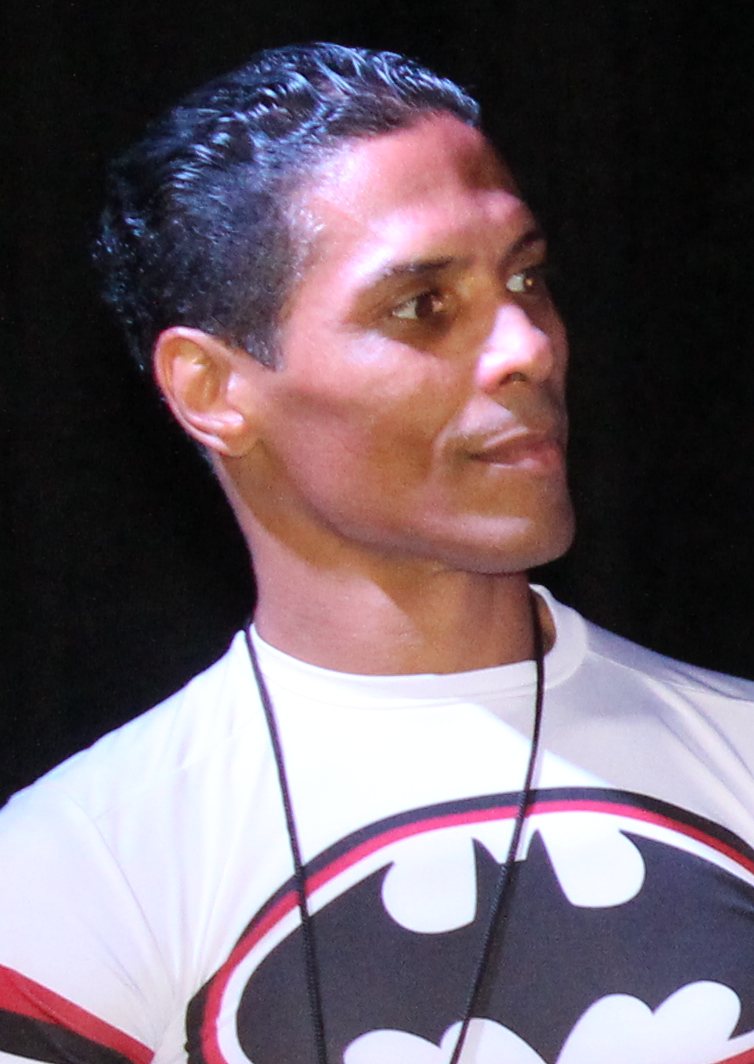

타이맥(Taimak, 1964년 6월 27일 ~ )은 미국의 배우, 텔레비전 배우, 태권도 선수, 스턴트 배우이다.
로스앤젤레스에서 태어났다.

## 영화
- 데이아 저스트 마이 프렌즈 (2006년)
- 화이트 걸 (1990년)
- 비버리힐즈의 아이들 (1990년)
- 라스트 드래곤 (1985년)